# ワルサーPP
ワルサーPP（Walther PP）は、ドイツのカール・ワルサー社が1929年に発表したダブルアクション式自動拳銃である。.22口径（5.6mm）、.32ACP口径（7.65mm）、.380ACP口径（9mm）の3種類がある。PPとはPolizeipistole（警察用拳銃）を意味する。
ワルサー社が発表した10番目の自動拳銃で、ダブルアクション式自動拳銃としては世界で初めて商業的成功を収めた製品ともされている。
PPは各国の警察用として、また民間で銃の所持が許可されている国ではセルフディフェンス（自己防衛）用として使用されている。
軍用大型拳銃のP38は、PPのトリガー機構が転用されている。

## 歴史
ワルサー社が自動拳銃の開発に乗り出したのは1908年のことだった。初期の製品はモデル1のように単純な名称のみ与えられていたが、モデル9に次ぐ10番目の製品として開発されたのがワルサーPPである。当時、各国の法執行機関では安全性などを重視してダブルアクション式の回転式拳銃が広く配備されていた。ワルサー社ではこれを受け、ダブルアクションを組み込んだ警察用自動拳銃の設計を行ったのである。
1929年に特許が取得され、1930年から販売が始まった。最初に発売されたのは7.65mmオート弾および9mmショート弾仕様のモデルだった。1930年代初頭には.22口径弾や6.35mm弾仕様のモデルも発表されたが、普及はしなかった。
ダブルアクションという珍しい特徴が評価され、発売後間もなくして欧州各国の警察組織が採用した。また、ナチス・ドイツの時代には、国家社会主義ドイツ労働者党が有する準軍事組織（SA、SSなど）、警察組織、そしてドイツ国防軍によって制式拳銃として採用された
1931年に発表されたワルサーPPKは、プロイセン州警察からの要請を元に設計された。元々はショルダーホルスターを用いて拳銃を携行する私服警官向けのコンパクトなモデルと位置づけられていた。
PPシリーズの生産は第二次世界大戦中も続けられたが、戦況が悪化した1943年から敗戦を迎える1945年頃までに製造されたものはそれ以前の製造分よりも品質が劣っていた。
敗戦後、赤軍が進駐したドイツ東部から西部へと脱出したフリッツ・ワルサーは、ウルムにてワルサー社の再建に着手した。1952年、ワルサーは再建資金を確保するべくフランスのマニューリン（Manurhin）に接触し、PPシリーズの製造許可を与えた。マニューリンとの契約は1986年に失効した。
ドイツ民主共和国（東ドイツ）では、かつてワルサー社の工場があったツェラ＝メーリスにて接収したPPシリーズを主にドイツ人民警察へと配備していたほか、後にワルサー社の許可を得ないままPPシリーズの生産を再開した。P1001-0なる名称でコピー生産を行い、1970年代後半頃まで使用されていた。
開発以来80年以上を経過した古典的拳銃であるが、使用弾丸規格が市場の主流規格であることや、21世紀初頭でも通用する安全機構を備えた高い設計完成度によって市場での商品性を保っており、姉妹モデルであるワルサーPPKと共に、現在でも生産が継続されている。
またダブルアクション機構の他にも、安全装置設計での高度な配慮、トリガー・ガードが分解時に回転しテイクダウン・ラッチとして機能する合理性など、コンパクトな設計に盛り込まれた機能的システムには注目すべき点が多く、世界各国で開発された後続の中型・小型自動拳銃にも大きな影響を与えている。

## 機構
安全装置
手動の回転式セフティレバーを下げると、セフティレバーがファイアリング・ピンを固定し、ハンマーはシアから解放されるがハンマーブロックが下降し撃発位置までの前進を阻止され、安全装置が掛った状態になる。セフティレバーを発射位置へ戻してもハンマーブロックは下降したままハンマーの前進を阻止しており、安全性が保たれている。
最初期のモデルではセフティレバーを操作する際に90度回転させる必要があったが、後に60度回転で操作できるように設計が改められた。
シグナルピン
薬室に実弾が装填されると、薬莢の底部の縁にシグナルピンが当たり、ハンマーの上部に露出して、銃を握った時に親指で確認できる。ただし、.22口径はリムファイヤー式（薬莢の底部の外周を叩いて発火させる）のため、シグナルピンとの接触で暴発の危険があり、省略されている。
スライド･ストップ
最終弾を撃ち終わるとスライド･ストップによりスライドが後端で保持される。スライドストップを押し下げるレバーは無く、弾倉交換後にスライドを少し後ろに引いて離せば初弾が薬室に装填されて射撃可能となる。
通常分解
通常分解はトリガー･ガードを下に引き下げ、そのままスライドを最後端まで引き、上に持ち上げてから前に戻せば抜けるようになっている。

## 派生モデル
1930年代から様々な企業によって製造されてきたため、派生モデルや製造時期によるバリエーションの幅は広い。

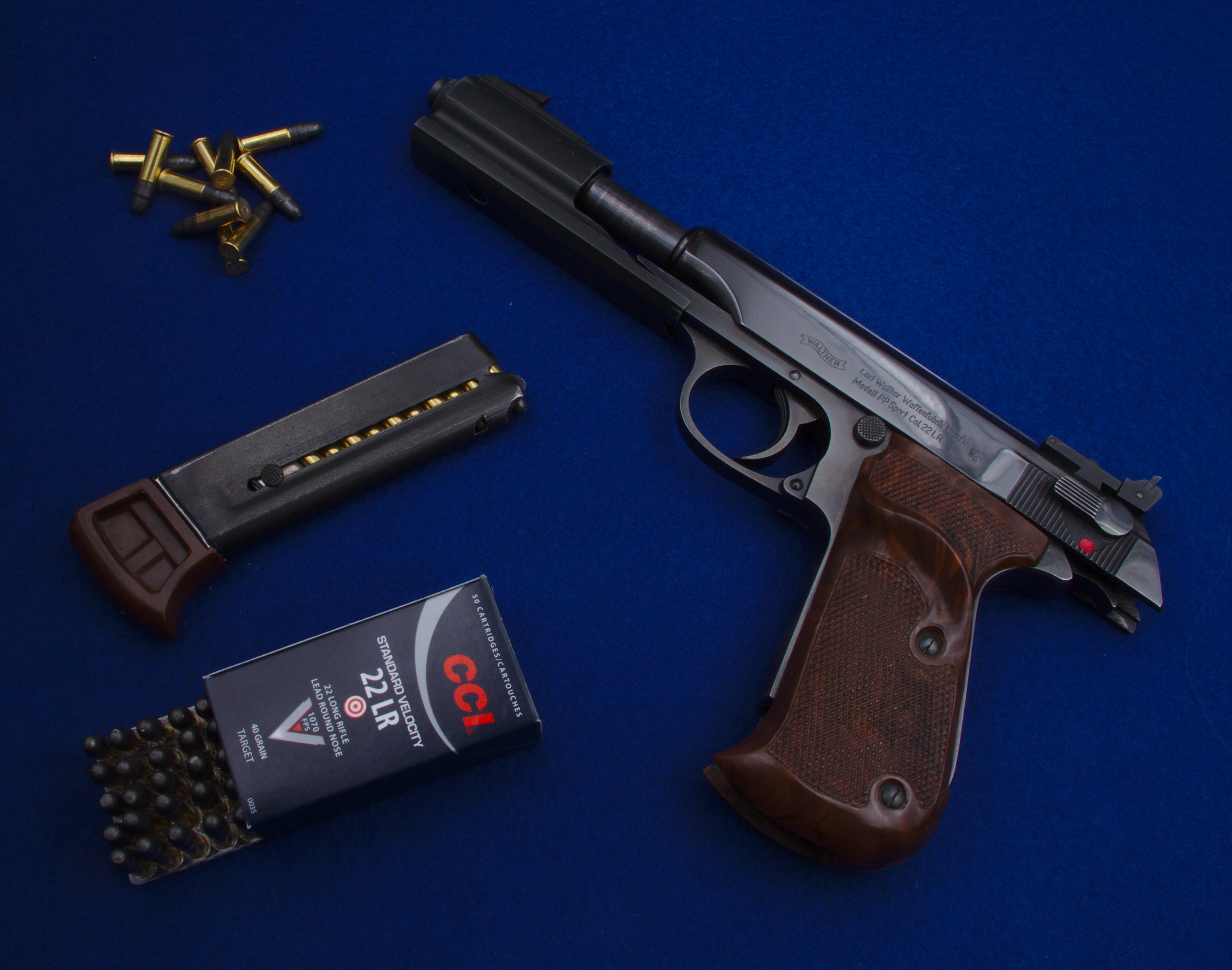
PPスポーツ　
マニューリン社製で射撃用に銃身を延長し、グリップを拡大したもの。.22口径。
PPK
銃身とグリップ・フレームを短縮して小型化し、更に携帯性を高めたもの。
PPスーパー
9x18mmウルトラ弾仕様のモデル。1972年に発表されたが、1979年には生産が中止された。
クルッカレ（Kirikkale）
トルコで設計されたコピーモデル。生産効率を高めるために一部の設計が簡略化されているが、基本的な機能はワルサーPPとほとんど変わらない。
アストラ・コンスタブル
1965年にスペインのアストラ社が発表したPPのクローンモデル。